# Головлева круча
Головлева круча — геологічна пам'ятка природи місцевого значення в Україні, об'єкт природно-заповідного фонду Полтавської області.
Розташована у Кременчуцькому районі Полтавської області на правому березі Псла між селами Ламане та Гуньки. Являє собою опорне відслонення відкладів антропогену.
Площа — 2 га. Об'єкт створений відповідно до Рішення Полтавського облвиконкому від 28.12.1982 р. Перебуває у віданні Демидівської сільської ради.

## Галерея

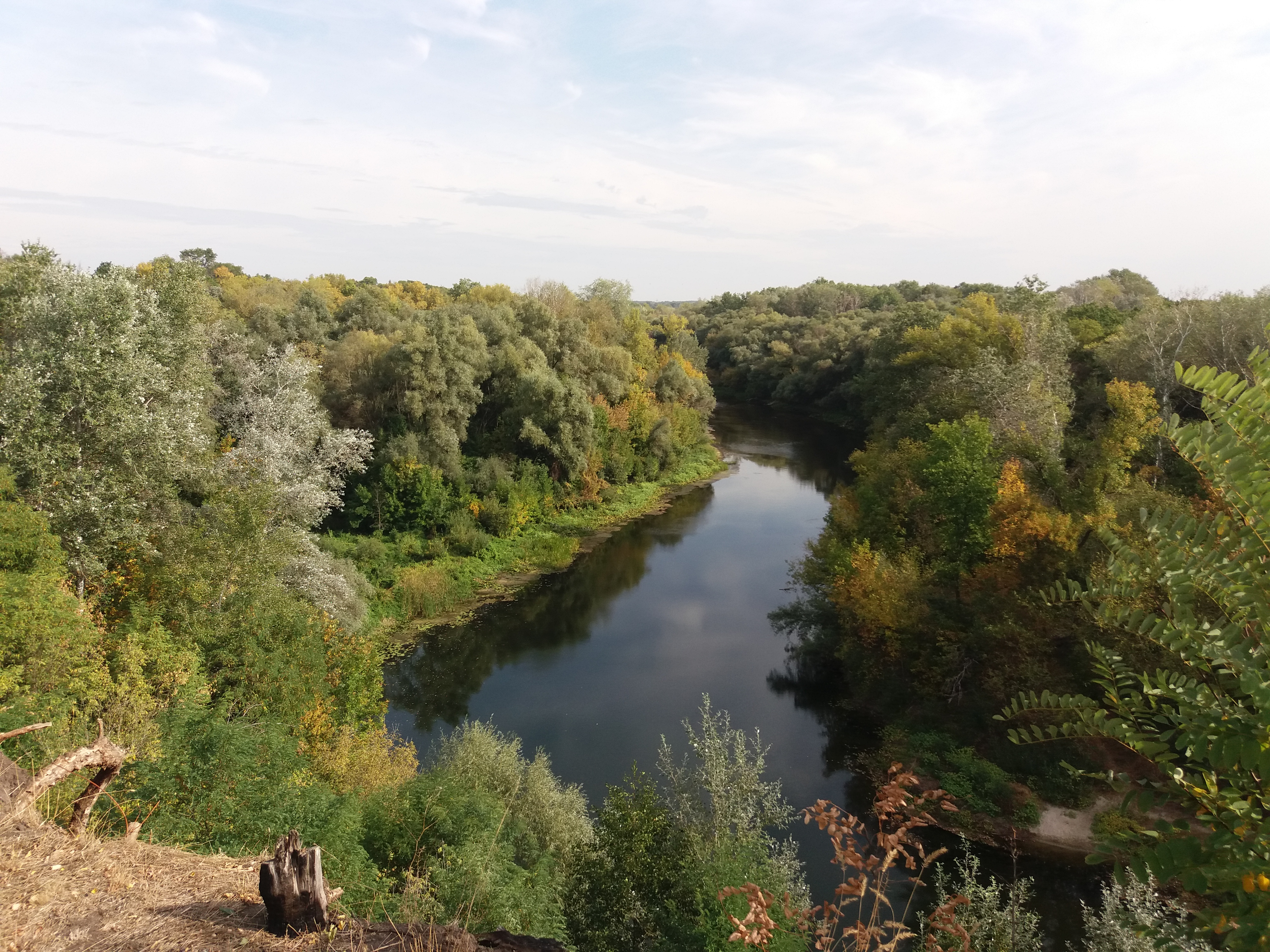
Вид на Псел із Головлевої кручі
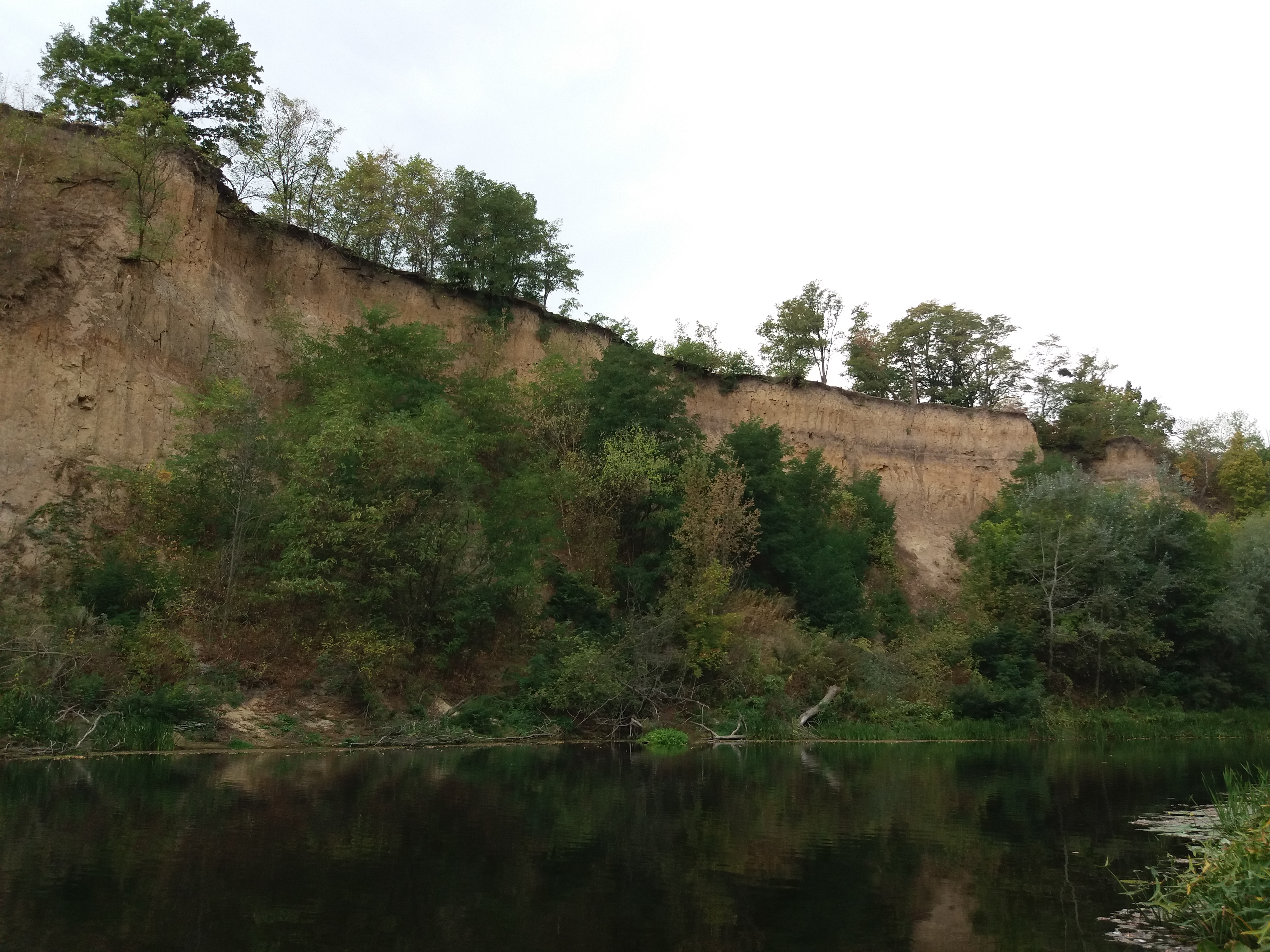
Вид на Головлеву кручу з лівого берега Псла